# Alexandr Stoianoglo
Alexandr Stoianoglo, né le 3 juin 1967 à Comrat, est un magistrat et homme politique moldave. Il commence sa carrière comme député au Parlement de Moldavie, avant de devenir procureur général. Démis à la suite d'accusations de corruption, il est candidat à l'élection présidentielle de 2024 mais échoue au second tour face à la sortante Maia Sandu.

## Biographie

### Jeunesse et début de carrière politique
Alexandr Stoianoglo est d'origine gagaouze. Il naît le 3 juin 1967 à Comrat, capitale de la Gagaouzie.
Il est membre du Parlement de Moldavie de 2009 à 2014, avant de devenir procureur de Moldavie en 2019.

### Affaires judiciaires
Le 5 octobre 2021, il est arrêté à la suite d'allégations de corruption et remplacé par Dumitru Robu à titre provisoire. Cinq procédures sont lancées contre lui par le député de la majorité Lilian Carp, et il est suspendu temporairement, avant d'être finalement démis de ses fonctions définitivement en septembre 2023. En 2023, la Cour européenne des droits de l'homme statue que son droit à un procès équitable a été violé et lui donne droit à 3 600 euros de dommages et intérêts. En février 2024, un tribunal de Chișinău acquitte Alexandr Stoianoglo dans une affaire judiciaire concernant des paiements versés à un procureur subordonné. Au cours du procès, il accuse le gouvernement d'avoir lancé ces poursuites pour l'empêcher de dépolitiser la fonction de procureur.

### Candidature à l'élection présidentielle de 2024
En 2024, Alexandr Stoianoglo est candidat à l'élection présidentielle moldave. Il est choisi en tant que candidat non partisan par le Parti des socialistes de la république de Moldavie (PSRM), connu pour ses positions prorusses. Il est aussi soutenu par Igor Dodon, président du pays de décembre 2016 à décembre 2020, ayant refusé de se présenter pour un second mandat, après avoir été battu par la pro-européenne Maia Sandu en 2020.
À l'issue du premier tour, il sort en deuxième position avec environ 26 % des voix, contre 42 % pour la présidente sortante. Aucun candidat n'ayant remporté la majorité absolue, un second tour est organisé et Stoianoglo pourrait, selon le politologue Florent Parmentier, bénéficier du « piège terrible du “Tous contre Sandu” ».
Entre les deux tours de l'élection, les médias révèlent qu'Alexandr Stoianoglo est en possession d'un passeport roumain depuis 2019. Cette pratique courante constitue une politique d'assimilation et permet ainsi aux Moldaves de circuler librement dans l'Union européenne. De plus, il est révélé que sa fille est employée à la Banque centrale européenne à Francfort, sa page LinkedIn la montrant en compagnie de Christine Lagarde. L'article souligne en outre que ses deux filles ont obtenu leurs diplômes secondaires dans un pays de l'UE.
Lors du second tour, Alexandr Stoianoglo est d'abord donné en tête au début du dépouillement, avant que les voix issues de la capitale, Chișinău, et de la diaspora moldave à l'étranger, traditionnellement bien plus favorables à son adversaire, n'inversent les résultats. Après le dépouillement de 93 % des bureaux de vote, la candidate pro-européenne prend ainsi la tête du scrutin. Il ne la rattrapera pas et elle est finalement réélue pour un second mandat.

## Positions politiques
Au cours de la campagne, Alexandr Stoianoglo affirme son soutien au « non » lors du référendum constitutionnel organisé le même jour que l'élection présidentielle, et portant sur l'inscription dans la Constitution de l'objectif d'intégration à l'Union européenne. Il revendique cependant être en faveur des « aspirations européennes » de la Moldavie. Il plaide pour « une politique étrangère « équilibrée » impliquant des liens avec l’UE, les États-Unis, la Russie et la Chine ».
Alexandr Stoianoglo est régulièrement décrit comme « pro-russe » et il est soutenu par des partis considérés comme favorables à la Russie,.